# Dornier Do E
Il Dornier Do E era un idrovolante a scafo monomotore ad ala alta sviluppato dall'azienda tedesca Dornier-Metallbauten GmbH nei primi anni venti.
Derivato dal Dornier Do J, del quale riproponeva l'impostazione in una scala ridotta, era destinato sia al mercato dell'aviazione commerciale che a quello militare nel ruolo di idroricognitore.

## Versioni
Do E I
versione equipaggiata con un motore V12 Rolls-Royce Eagle IX raffreddato a liquido, realizzata in due esemplari.
Do E II
versione equipaggiata con un radiale Gnome-Rhône 9A Jupiter raffreddato ad aria, realizzata in due esemplari.
Do E III
versione pianificata ma non realizzata, equipaggiata con un motore V12 BMW VI 5,5 raffreddato a liquido.